# Jakop Dalunde
Jakop Gideon Dalunde, född 2 februari 1984 i Sofia församling i Stockholm, är en svensk politiker (miljöpartist), som var Europaparlamentariker 2016–2019 samt 2020–2024.
Dalunde var 2008–2011 språkrör för Grön Ungdom tillsammans med Maria Ferm. Han har även varit kommunpolitiker, bland annat som ledamot i kommunfullmäktige och vice ordförande i fastighetsnämnden i Stockholms stad. Han har tidigare arbetat på Miljöpartiets riksdagskansli och hos fackförbundet Sveriges Ingenjörer samt varit 2012 verksam som programchef på tankesmedjan Fores. Dalunde var 2011–2013 ordförande för Svenska Kyrkans Unga i Stockholm och är idag vice ordförande i Katarina församlings kyrkoråd.
Dalunde kandiderade i Europaparlamentsvalet 2014 för Miljöpartiet och stod på plats 6 på Europaparlamentslistan. Miljöpartiet tog fyra mandat. 
Efter riksdagsvalet 2014 blev Dalunde tjänstgörande ersättare i Sveriges riksdag under perioden 14 oktober 2014–6 juni 2016 (han ersatte Per Olsson respektive Maria Ferm). Han blev även försvarspolitisk talesperson för Miljöpartiet. Vid regeringsombildningen i maj 2016 blev Peter Eriksson statsråd och Dalunde efterträdde honom som ledamot av Europaparlamentet.
I Europaparlamentsvalet 2019 kandiderade Dalunde för Miljöpartiet och stod på plats 3 på Europaparlamentslistan. Miljöpartiet fick 11,4% och erhöll därför endast två mandat; partiet fick dock ett tredje mandat i samband med Brexit vilket innebar att Dalunde återigen blev ledamot av Europaparlamentet.
Dalunde har politiskt arbetat främst med frågor om klimat, mänskliga rättigheter och global utveckling. Han var under 2008 ungdomsrepresentant i svenska regeringsdelegationen till FN:s Kommission för hållbar utveckling. Dalunde deltog även som observatörsdelegat på Förenta nationernas klimatkonferens i Köpenhamn 2009 och i Cancún 2010.
År 2023 meddelade Dalunde att han lämnar politiken.

## Tidigare förtroendeuppdrag
- Ledamot av Sveriges Riksdag 2014–2016
- Ledamot av kommunfullmäktige i Stockholms stad 2010–2014
- Ordförande för Svenska Kyrkans Unga i Stockholms stift 2011–2013
- Språkrör för Grön Ungdom mellan 2008 och 2011.
- Ledamot i styrelsen för Republikanska Föreningen i Sverige.
- Ledamot av Grön Ungdoms förbundsstyrelse 2006–2008.
- Språkrör för Grön Ungdom Stockholm 2006–2007.
- Styrelseledamot i Miljöpartiet de Gröna i Stockholms Stad 2006–2008.